# أولاد الطيب
أولاد الطيب هي جماعة ترابية ذات طابع قروي بصبغة حضرية بعد التطور العمراني والهيكلي الذي تعرفه هذه المنطقة والتي تترقب دخولها الحيز الحضاري المهيكل لعمالة فاس، تقع في جنوب مدينة فاس القلب النابض للمملكة المغربية وتمتد على مساحة شاسعة، يحد الجماعة شمالا مقاطعة سايس، شرقا جماعة عين البيضاء وغربا جماعة عين الشقف.

## الخصائص
تحتضن هذه المنطقة ثالت أكبر مطار في المملكة وهو مطار فاس سايس. مما يجعلها باب دوليا للجهة ككل. ومايزيد اهميتها احتضانها للطريقة الوطنية رقم8، وقرب المستشفى الجامعي الحسن ثاني والمركب الرياضي لفاس وباقي المرافق العمومية. وقد يكون النقل الحضري وغياب المدارس خصوصا الإعدادية والتاهيلية منها أهم باعتات القلق لساكنتها. تضم هذه البلدة 5.056 ساكنا أما المحيطها القروي الكلي فيضم 19.144 حسب إحصاء 2004.

## أهم الأحياء
- أولاد الطيب العليا
- أولاد الطيب السفلى
- الفنيدق
- أولاد الخضر
- حي الرجاء
- الجواز
- جنان سايس
- أولاد يوسف
- أولاد حمو
- أولاد بوعبيد

## المناخ
قاري مع درجات الحرارة قصوى. في الصيف يمكن أن يصل المحرار إلى F 120 أي (45 °C)، لكن الجو يكون معتدل خصوصا خلال الربيع والخريف، في الشتاء على العكس من ذلك، باردا جدا.

## مؤسسات الجماعة
المدارس الابتدائية
- - م.م أولاد الطيب
- - م.م أولاد بوعبيد
- - م.م لحشالفة
- - م.م أولاد الطيب السفلى

## وصلات خارجية
- معلومات عن مطار فاس سايس